# Theocracy (zespół muzyczny)
Theocracy – zespół muzyczny ze Stanów Zjednoczonych grający chrześcijański power metal, założony w 2002 przez Matta Smitha.

## Dyskografia
| Theocracy                               | - Data: 2003 - Wydawca: MetalAges Records                | –  |                  |
| Mirror of Souls                         | - Data: 26 listopada 2008 - Wydawca: Ulterium Records    | –  |                  |
| As the World Bleeds                     | - Data: 21 listopada 2011 - Wydawca: Ulterium Records    | 40 | - USA: 0,6 tys.+ |
| Ghost Ship                              | - Data: 28 października 2016 - Wydawca: Ulterium Records | 7  | - USA: 1,4 tys.+ |
| „–” oznacza, że album nie był notowany. |                                                          |    |                  |